# Kapu Rajaiah
Kapu Rajaiah (6 de abril de 1925 - 20 de agosto de 2012) fue un notable pintor indio.

## Biografía
Kapu Rajaiah nació en Siddipet, Medak, de una familia pobre. Obtuvo un Diploma en la Escuela de Arte de Gobierno, de Hyderabad. Fue bien conocido por su representación de pinturas de la vida en el campo. Sus obras fueron exhibidas en todo el mundo. Él fundó Lalita kala Samithi en 1963 cuya extensión fue inaugurada en Kala Bhavan.
Sus obras tenían temas sobre festividades de Vaddera mahila, Jogi Yellamma, Krishna Gopika, Polaalu Panta, Keli Vasantha, Kolatam, Tappers Toddy, Bonalu, Bathukamma etc.
Murió el 20 de agosto de 2012.

## Premios
- Chitrakalaa Prapoorna en 1975
- Senior Fellowship of Government of India en 1988
- Lalit Kala Akademi
- Kala Praveena in 1993 por JNTU
- Kala Ratna by Bharatamuni Arts Academy, Madanapalli en 1993
- Kala Vibhushana por AIFACS